# Varevo (Raška)
Varevo (Servisch cyrillisch Варево) is een plaats in de Servische gemeente  Raška. De plaats telt 1497 inwoners (2002).